# 다카하시역
다카하시역(일본어: 高橋駅)은 일본 사가현 다케오시에 위치한 규슈 여객철도 사세보 선의 철도역이다. 상대식 승강장 2면 2선의 구조를 갖춘 지상역이다.

## 이용 현황
| 승차 인원 추이 | 승차 인원 추이 |
| 연도           | 1일 평균       |
| -------------- | -------------- |
| 2000           | 133            |
| 2001           | 121            |
| 2002           | 130            |
| 2003           | 117            |
| 2004           | 132            |
| 2005           | 138            |
| 2006           | 153            |
| 2007           | 159            |
| 2008           | 159            |
| 2009           | 155            |
| 2010           | 157            |
| 2011           | 146            |

## 역 주변
- 나가사키 자동차도 다케오키타가타 나들목
- 국도 제34호선 · 국도 제498호선
- 다케오 자동차학교

## 역사
- 1923년 8월 21일 : 일본 철도성의 역으로서 개업.
- 1987년 4월 1일 : 일본국유철도 분할 민영화에 의해, 규슈 여객철도가 승계.

## 인접 역
| 큐슈여객철도 사세보 선 | 큐슈여객철도 사세보 선 | 큐슈여객철도 사세보 선 |
| ---------------------- | ---------------------- | ---------------------- |
| 기타가타 고호쿠 방면   | ■ 사세보 선            | 다케오온센 사세보 방면 |